# 2191 Uppsala
2191 Uppsala è un asteroide della fascia principale del diametro medio di circa 17,54 km. Scoperto nel 1977, presenta un'orbita caratterizzata da un semiasse maggiore pari a 3,0193491 au e da un'eccentricità di 0,0851737, inclinata di 9,04734° rispetto all'eclittica.
L'asteroide è dedicato all'omonima città svedese.